# Літчфілд (Небраска)
Літчфілд (англ. Litchfield) — селище (англ. village) в США, в окрузі Шерман штату Небраска. Населення — 220 осіб (2020).

## Географія
Літчфілд розташований за координатами 41°9′22″ пн. ш. 99°9′11″ зх. д. / 41.15611° пн. ш. 99.15306° зх. д. (41.156047, -99.153053).  За даними Бюро перепису населення США в 2010 році селище мало площу 0,79 км², уся площа — суходіл.

## Демографія
Згідно з переписом 2010 року, у селищі мешкали 262 особи в 121 домогосподарстві у складі 78 родин. Густота населення становила 332 особи/км².  Було 141 помешкання (179/км²).
Расовий склад населення:
| - 99,6 % — білих - 0,4 % — корінних американців |

До двох чи більше рас належало 0,0 %. Частка іспаномовних становила 0,0 % від усіх жителів.
За віковим діапазоном населення розподілялося таким чином: 25,2 % — особи молодші 18 років, 51,9 % — особи у віці 18—64 років, 22,9 % — особи у віці 65 років та старші. Медіана віку мешканця становила 48,3 року. На 100 осіб жіночої статі у селищі припадало 83,2 чоловіків;  на 100 жінок у віці від 18 років та старших — 88,5 чоловіків також старших 18 років.
Середній дохід на одне домашнє господарство  становив 67 053 долари США (медіана — 53 333), а середній дохід на одну сім'ю — 80 113 долари (медіана — 60 313). За межею бідності перебувало 6,5 % осіб, у тому числі 16,7 % дітей у віці до 18 років та 9,2 % осіб у віці 65 років та старших.
Цивільне працевлаштоване населення становило 137 осіб. Основні галузі зайнятості: роздрібна торгівля — 20,4 %, освіта, охорона здоров'я та соціальна допомога — 16,8 %, виробництво — 14,6 %.